# Елисей
Елисе́й (ивр. אֱלִישַׁע‎ Элиша («Бог — спасение»), араб. اليسع‎ Аль-Яса) — библейский пророк в Израильском царстве в IX веке до н. э.
Память пророка Елисея в Православной церкви совершается 14 (27) июня, в Католической церкви — 14 июня.

## Библейское жизнеописание
Был сыном Сафата (3Цар. 19:16), владевшего двенадцатью парами волов, пахавших землю (3Цар. 19:19).
По призыву Ильи-пророка сначала стал его помощником (3Цар. 19:21), а затем после чудесного вознесения своего учителя живым на небо — самостоятельным пророком (4Цар. 2:15).
Авторитет Елисея признавал царь Иудеи Иосафат, который советовался с пророком накануне похода против моавитянского царя (4Цар. 3:12).
Став ревностным последователем своего учителя, пророка Илии, Елисей трудился более 65 лет, при шести израильских царях (от Ахава (874—853 до н.э.) до Иоаса (798—782 до н.э.)), обличая их нечестие и склонность к идолопоклонству.
С его именем связывается множество чудес — от чудесного перехода Иордана до исцеления больных и воскрешения сына гостеприимной жены-сонамитянки. К известным его чудесам также относятся: умножение елея по просьбе бедной вдовы (4Цар. 4:1—6), умножение хлебных начатков (4Цар. 4:42—44), исцеление сирийского полководца Неемана (4Цар. 5:1—19).
Во всех рассказах о Елисее он изображён как человек глубоко прозорливый, сильный духом и верой. К его времени относится высшее развитие давнего учреждения, известного под названием «пророческих сонмов» или школ — своего рода подвижных религиозно-просветительных общин, в которых воспитывались молодые люди под руководством уже умудренных опытом и известных своей деятельностью пророков. Елисей был единственным очевидцем вознесения Илии на небо и в наследие от него получил милоть, как видимый знак преемства пророческого духа. Имя Елисея было весьма популярно в последующей литературе. О нём с высшей похвалой говорит Иисус Сирахов, указывая на то, как он, высказывая правду, не трепетал перед царями (Сир. 48:12—14).
За дерзость в отношении Елисея были наказаны дети (вариант перевода: «юные отроки»), которые насмехались над ним, говоря ему: «иди, плешивый! иди, плешивый!» (4Цар. 2:23, 24). После того, как он «проклял их именем Господним», «вышли две медведицы из леса и растерзали из них сорок два ребёнка» (4Цар. 2:24).
Через год после смерти Елисея мертвец, брошенный в пещеру, где лежали его останки, воскрес от прикосновения к его костям (4Цар. 13:21). 
Имя его упоминается также и в Новом Завете (Лк. 4:27).

## Елисей в Коране
Аналогом библейского Елисея в Коране является пророк Аль-Яса, упоминаемый в аятах Корана 38:48 и 6:86. 
Пророк Ильяс (библейский аналог — Илия) призывал народ Израиля следовать законам Таурата (Торы) и шариату Мусы (Моисея). После того, как народ Израиля не ответил на призыв Ильяса, изгнал его из страны и стал поклоняться идолу по имени Ваал, Аллах сурово наказал их, наслав на них засуху. Спасаясь от голода, заблудшим израильтянам даже пришлось есть мертвечину.
После всех постигших народ Израиля несчастий, они снова позвали к себе пророка Ильяса и вернулись в веру, однако вскоре часть из них снова отошла от веры в Аллаха и стала совершать аморальные поступки. Пророк Ильяс ушёл от них и стал проповедовать веру среди других израильских племен. Ильяс остановился в доме одной женщины, сыном которой и был Аль-Яса, который в то время был тяжело больным юношей. По просьбе матери Ильяс помолился Аллаху о выздоровлении и Аллах излечил Аль-Яса. После своего чудесного излечения, Аль-Яса до конца его жизни неразлучно следовал с ним и выучил под его руководством Таурат.
После смерти Ильяса Аллах сделал Аль-Яса пророком и возложил на него обязанность призывать свой народ к вере в Аллаха, но был отвергнут ими. В то время между различными израильскими племенами разгорелась борьба за власть и Аллах направил на них бедствие в лице ассирийцев. Ассирийцы завоевали земли израильтян и увезли в рабство значительную часть из них. В дальнейшем израильтяне в некоторых случаях покорялись Аль-Яса, а в некоторых восставали против него. Перед своей смертью Аль-Яса назначил своим преемником Зулькифла (Иезекииля).